# Ферульник смолоносный
Ферульник смолоносный — многолетнее цветковое растение, вид рода Ферульник (Ferulago) семейства Зонтичные (Apiaceae).
В русскоязычной литературе может быть указан под устаревшим названием Ферульник равнинный (лат. Ferulago campestris).
Встречается в Центральной Европе, на Балканах, на юге восточной Европы, в Крыму и предгорьях Кавказа.
Произрастает в разрежённых лесах, в кустарниковых зарослях, степях, изредка на каменистых склонах.

## Ботаническое описание
Стебель прямой, ребристый, сильно ветвистый, внизу олиственный, вверху почти безлистный, высотой 75—200 см. Корень толстый.
Листья яйцевидно-треугольные, многократно перисто-рассеченные, нижние 30—60 см длиной, черешковые, верхние почти сидячие, менее рассечённые. Доли последнего порядка узколинейные, 0,8—1,3 см длиной, на конце с коротким остроконечием.
Центральный зонтик крупнее остальных, диаметром 6—18 см, обоеполый; боковые зонтики более мелкие, нередко тычиночные, расположены мутовчато; обёртка из пяти-шести острых листочков. Зонтички 10—12-лучевые, диаметром около 10 мм; лепестки желтоватые, почти округлые, по верхнему краю слегка неровно зубчатые.
Плоды продолговато-обратнояйцевидные, длиной 12—20 мм, шириной 7—9 мм, красновато-бурые, слегка глянцевитые, с тремя нитевидными спинными рёбрами.
Цветение в июне — июле.

## Таксономия
Вид Ferulago galbanifera входит в род Ферульник (Ferulago) семейства Зонтичные (Apiaceae) порядка Зонтикоцветные (Apiales).
|  |                                      |  |                                                             |                                                             |                     |  | ещё 8 семейств (согласно Системе APG II) | ещё 8 семейств (согласно Системе APG II) |                          |  |  |  | ещё около 50 видов |
|  |                                      |  |                                                             |                                                             |                     |  | ещё 8 семейств (согласно Системе APG II) | ещё 8 семейств (согласно Системе APG II) |                          |  |  |  | ещё около 50 видов |
|  |                                      |  |                                                             | порядок Зонтикоцветные                                      |                     |  |                                          |                                          | род Ферульник            |  |  |  |                    |
|  |                                      |  |                                                             | порядок Зонтикоцветные                                      |                     |  |                                          |                                          | род Ферульник            |  |  |  |                    |
|  | отдел Цветковые, или Покрытосеменные |  |                                                             |                                                             | семейство Зонтичные |  |                                          |                                          | вид Ferulago galbanifera |  |  |  |                    |
|  | отдел Цветковые, или Покрытосеменные |  |                                                             |                                                             | семейство Зонтичные |  |                                          |                                          |                          |  |  |  |                    |
|  |                                      |  | ещё 44 порядка цветковых растений (согласно Системе APG II) | ещё 44 порядка цветковых растений (согласно Системе APG II) |                     |  |                                          | ещё более 300 родов                      | ещё более 300 родов      |  |  |  |                    |
|  |                                      |  |                                                             | ещё 44 порядка цветковых растений (согласно Системе APG II) |                     |  |                                          |                                          | ещё более 300 родов      |  |  |  |                    |